# Joakim Frederik Skovgaard

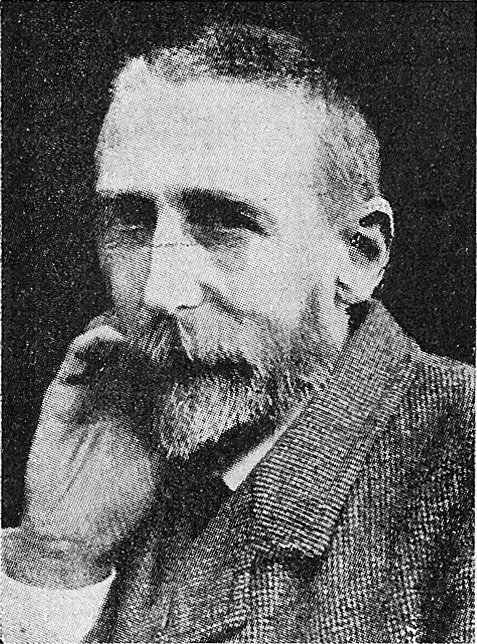

Joakim Frederik Skovgaard (* 18. November 1856 in Kopenhagen; † 9. März 1933 ebenda) war ein dänischer Maler, Bildhauer und Kunsthandwerker. Er wird hauptsächlich mit der Ausgestaltung des Domes zu Viborg in Verbindung gebracht.

## Leben und Werk
Joakim Skovgaard war der älteste Sohn des Landschaftsmalers und Professors an der Königlich Dänischen Kunstakademie P. C. Skovgaard und dessen Frau Georgia Maria Luise Schouw (1828–1868), der Tochter des Professors Joakim Frederik Schouw, einem Botaniker und Politiker.
Der Vater zählte zu den wichtigsten Malern des Goldenen Zeitalters Dänemarks (den danske guldalder) und war eng befreundet mit dem Dichter, Philosophen und Pfarrer N. F. S. Grundtvig. In der Tradition seines Vaters wurde auch Joakim schon im Kindesalter im Malen und Zeichnen unterrichtet. Skovgaard besuchte von 1871 bis 1876 die Kopenhagener Königlich Dänische Kunstakademie, privat unterstützt von dem Landschaftsmaler Janus la Cour (1837–1909), einem Freund der Familie. 1878 hatte er sein Debüt auf der Charlottenborg Frühjahrs-Ausstellung (Forårsudstilling) mit Faareklipning på Lolland (Schafschur auf Lolland). Im Winter 1880/1881 war er zu weiteren Studien im Atelier von Léon Bonnat in Paris und wurde in dieser Zeit vom Realismus beeinflusst.
Von 1882 bis 1884 besuchte er Italien. Mit einem großen Reisestipendium der Akademie versehen, konnte er von 1886 bis 1887 erneut Italien und Griechenland bereisen, unter anderem begleitet von Kristian Zahrtmann. In dieser Zeit kam die endgültige Befreiung vom Einfluss des Vaters und das Interesse am Symbolismus, in Rom wurde er zudem durch den impressionistischen Ansatz der Malerei von Theodor Philipsen beeinflusst.
Ab 1884 experimentierte er mit dekorierender Keramik. Er entwarf Keramiken für die Werkstatt von Johan Wallmann (1831–1923) in Utterslev (Kopenhagen), wo er mit Thorvald Bindesbøll bekannt wurde. Seine Entwürfe wurden später zu Skulpturen, die er teils in Zusammenarbeit mit Bindesbøll realisierte, darunter den Bjørnespringvandet (1900) und den Dragespringvandet (1904) am Rathaus von Kopenhagen.
Im Jahre 1891 war Skovgaard ein Mitbegründer von Den Frie Udstilling (Freie Ausstellung) – einer dänischen Secession – aus Protest gegen die Zugangsbestimmungen zu der etablierten Charlottenborg-Ausstellung. Ab den 1890er Jahren war er hauptsächlich mit der Ausgestaltung des Domes in Viborg beschäftigt, für den er in den folgenden Jahren die gesamte Ausmalung mit Fresken und Deckengemälden realisierte (siehe unten). Zu seinen letzten großen Arbeiten gehörte 1921–27 die Gestaltung des Apsismosaiks im Dom zu Lund, Schweden, unter Mithilfe von Agnete Varming (1897–1983), Elof Risebye (1892–1961) und Hugo Gehlin (1889–1953). Die Dekoration von zwei Hochzeitshallen im Kopenhagener Rathaus ab 1926 wurde unter Leitung seines Sohnes Johan Thomas abgeschlossen.
Joakim Skovgaard war von 1909 bis 1921 Professor für dekorative Kunst an der Kopenhagener Kunstakademie und deren Präsident von 1920 bis 1924. Daneben war er Mitglied der Stockholmer Kunstakademie ab 1915 und der Helsinkier Kunstakademie ab 1931. Er war Ritter des Dannebrogordens. Nach seinem Tod wurde er auf dem Assistens Kirkegård in Kopenhagen beerdigt.
Dom zu Viborg
Ein entscheidender Teil von Skovgaards Arbeiten waren religiöse Motive, so etwa die Bilder Englen rører vandet i Bethesda dam, 1888 in Rom entstanden, und Kristus fører røveren i Paradiset von 1890, ursprünglich für die Mandø Kirke konzipiert. In den Jahren 1891–94 entstand das monumentale Gemälde Kristus i de dødes rige, es erregte durch seine visionäre, symbolische Form viel Aufsehen. Mit diesen Arbeiten wurden die Grundlagen für den Auftrag zur Dekoration der Domkirche gelegt.
In den Sommern 1874 und 1875 hatte Skovgaard als Student Frederik Christian Lund bei der Dekoration des Neubaus der Viborger Domkirche assistiert. Es war von weitreichender Bedeutung, dass er dabei mit dem Bischof Jørgen Swane (1821–1903) in Kontakt kam sowie mit dem Architekten Hermann Baagøe Storck (1839–1922), der ab 1871 den Wiederaufbau der Kirche leitete. Da die grauen Granitwände die Kirche kalt erscheinen ließen, entstand schnell der Wunsch nach einer gemalten Dekoration.
1890 kam vom Bischof Jørgen Swane (1821–1903) die Anfrage, den Innenraum des Doms neu auszuschmücken, nachdem August Jerndorff (1846–1906) den Auftrag abgelehnt hatte. Von 1895 bis 1897 wurden mit H.B. Stork die Entwürfe fertiggestellt. Die beeindruckenden Fresken wurden 1901–06 geschaffen, beteiligt waren dabei seine Assistenten Niels Larsen Stevns (1864–1941), Arne Lofthus (1881–1962), Viggo Pedersen (1854–1926) und Povl Jerndorff (1885–1933). Die Deckengemälde der Seitenschiffe entstanden in Zusammenarbeit mit Thorvald Bindesbøll. 1911–13 fertigte Skovgaard die Ölgemälde für das Mittelschiff. Skovgaard und Bindesbøll entwarfen auch die Kirchenfenster. Des Weiteren stammen von Skovgaard die Entwürfe für acht Lichter tragende Bronzeengel im Mittelschiff sowie ein Glasmosaik mit singenden Engeln im Westgiebel. Das Bildprogramm griff Szenen aus dem Alten und Neuen Testament auf. Das letzte Motiv an der Nordwand des Chores (Christus führt Adam und Eva aus dem Totenreich) ist von einem Lied N.F.S. Grundtvigs inspiriert (Den Danske Salmebog Nr. 213).

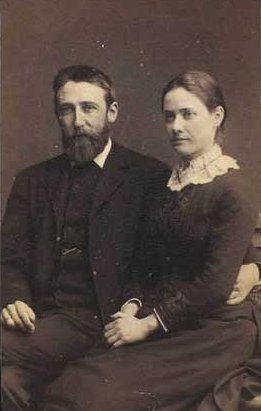
Joakim und Agnete Skovgaard

„Aber derjenige, der das größte Werk, das im letzten Menschenalter ein dänischer Künstler leistete, vollbracht hat, ist Joakim Skovgaard. Als Sohn des ‚Vaters der dänischen Landschaftskunst‘ P. C. Skovgaard, steht er, durch viele Fäden mit der früheren dänischen Kunst verknüpft, fest auf der Tradition; doch empfing sein Kolorit starke Anregungen durch seine befreundeten Zeitgenossen, die Künstler des Freilichts. Sein größtes Werk ist die Ausschmückung des Domes zu Viborg, ein Werk, das er unter großer Teilnahme aller Sachverständigen vollbrachte. Es ist, schon rein dimensional genommen, ein gewaltiges Werk; etwa 2000 Quadratmeter Wandfläche sind mit Bildern aus der heiligen Geschichte bedeckt worden […]. Er ist der Stilsucher in der Zeit des Naturalismus, von ihm stammen die Bestrebungen der Wiederbelebung des Stils in der jüngeren dänischen Malerkunst ab.“

## Familie
Joakim Skovgaard war ab 1886 verheiratet mit Agnete Lange (1861–1924), der Tochter des dänischen Botanikers Johan Martin Christian Lange und in zweiter Ehe ab 1928 mit Dorthea Kathrine Jensen (1887–1974). Der ersten Ehe entstammten sechs Kinder: Peter (1887–1972), Johan Thomas (1888–1977), Eline (1891–1972), Georgia (1893–1973), Morten Christian (1894–1914) und Eskild (1899–1914). Alle Kinder waren künstlerisch tätig.
Joakim Skovgaards jüngere Geschwister ergriffen ebenfalls künstlerische Berufe: der Bruder Niels Kristian Skovgaard (1858–1938) als Maler, Bildhauer und Grafiker und die Schwester Susette Cathrine Holten-Skovgaard (1863–1937) als Malerin und Keramikerin.

## Ehrungen
| - 1879: Den Sødringske Opmuntringspræmie - 1889: Bronzemedaille, Weltausstellung Paris - 1892: Eckersberg Medaillen (Aarsmedaillen) - 1893: Den Hielmstierne-Rosencroneske Stiftelse - 1893: Den Raben-Levetzauske Fond | - 1900: Silbermedaille, Weltausstellung Paris - 1909: Goldmedaille, Düsseldorf Ausstellung christlicher Kunst - 1923: Thorvaldsen Medaillen - 1925: Grand Prix, Weltausstellung Paris - 1926: Ehrenbürger (æresborger) von Viborg |

## Werke (Auswahl)
Bildhauer
- 1900: Bjørnespringvandet (Bärenspringbrunnen), Bronze und Granit, Kopenhagener Rathausgarten, mit Thorvald Bindesbøll
- 1904: Dragespringvandet (Drachenspringbrunnen), Bronze und Granit, Kopenhagener Rådhuspladsen, mit Thorvald Bindesbøll
- 1910: Bodenmosaik mit stilisierten Tabakpflanzen in der Eingangshalle des Kopenhagener Kunstmuseums Den Hirschsprungske Samling
- 1921–1927: Apsismosaik im Dom zu Lund, Schweden: „Christus am jüngsten Tage in der Lichtaura sich zeigend, während Engel die Toten wecken.“[6]

Keramiker
- 1885: Vase: pflügender Mann mit Möwen
- 1888: Schale: Eva fristes af slangen (Eva in Versuchung der Schlange), Ø 30 cm
- 1888: Schale: dekoriert mit Seeungeheuer, Ø 25,7 cm (alle) Skovgaard Museet, Viborg[7]

Baugebundene Arbeiten
- 1895–1913: Fresken, Deckengemälde und Glasmosaiken im Dom zu Viborg[8][2]
  - 1895–1897: Fertigung der Vorlagen
  - 1901–1906: Wandgemälde
  - 1911–1913: Deckengemälde für das Mittelschiff
- 1897: Helligåndskirken Kopenhagen – „Maria Bebudelse“ (Maria Verkündung)[9]
- 1912: Esajas Kirke, Kopenhagen – Glasmosaik in der Apsis[10]
- 1910: Skagen Kirke – Altarbild
- 1926: Dekoration von zwei Hochzeitshallen im Kopenhagener Rathaus (abgeschlossen von seinem Sohn Johan Thomas et al.)[11]
- 1892–1922: Altarbilder und -wände, Mosaiken, Fresken, Glasmosaiken und -malereien in zahlreichen dänischen Kirchen, etwa in Sorø, Holbæk, Svendborg, Frederiksberg, Ubberup und Odense.[8]

Gemälde
- 1881: Frühjahrs-Schafschur auf Lolland, bewölkt (Forårsfåreklipning på Lolland, gråvejr) Öl/Leinwand, 63 × 93,5 cm, Den Hirschsprungske Samling[12]
- 1884: Ruinen der Propyläen mit der Athener Akropolis (Ruiner af Propylæerne ved Athens Akropolis) Öl/Holz, 36 × 47 cm, Skovgaard Museet, Viborg
- 1888: Engel rühren das Wasser der Zisterne von Bethesda (Englen rører vandet i Bethesda dam) (Joh 5,2-4 EU), Öl/Leinwand, 84 × 124,5 cm, Nationalmuseum Oslo[13]
- 1890: Christus führt den Räuber ins Paradies (Kristus fører røveren ind i paradiset) (Lukas 23,43 EU), Öl/Leinwand, 119 × 173 cm, Den Hirschsprungske Samling[14]
- 1891–1894: Christus im Totenreich (Kristus i de dødes rige), Öl/Leinwand, 351 × 489 cm, Staatliches Kunstmuseum Kopenhagen[15]
- 1909: Eva und die Schlange (Eva og slangen), Öl/Leinwand, 94,7 × 143,5 cm, ARoS Aarhus Kunstmuseum
- 1910: Das große Abendmahl (Den Store Nadver), Christianskirkjan in Klaksvík, Färöer

## Galerie

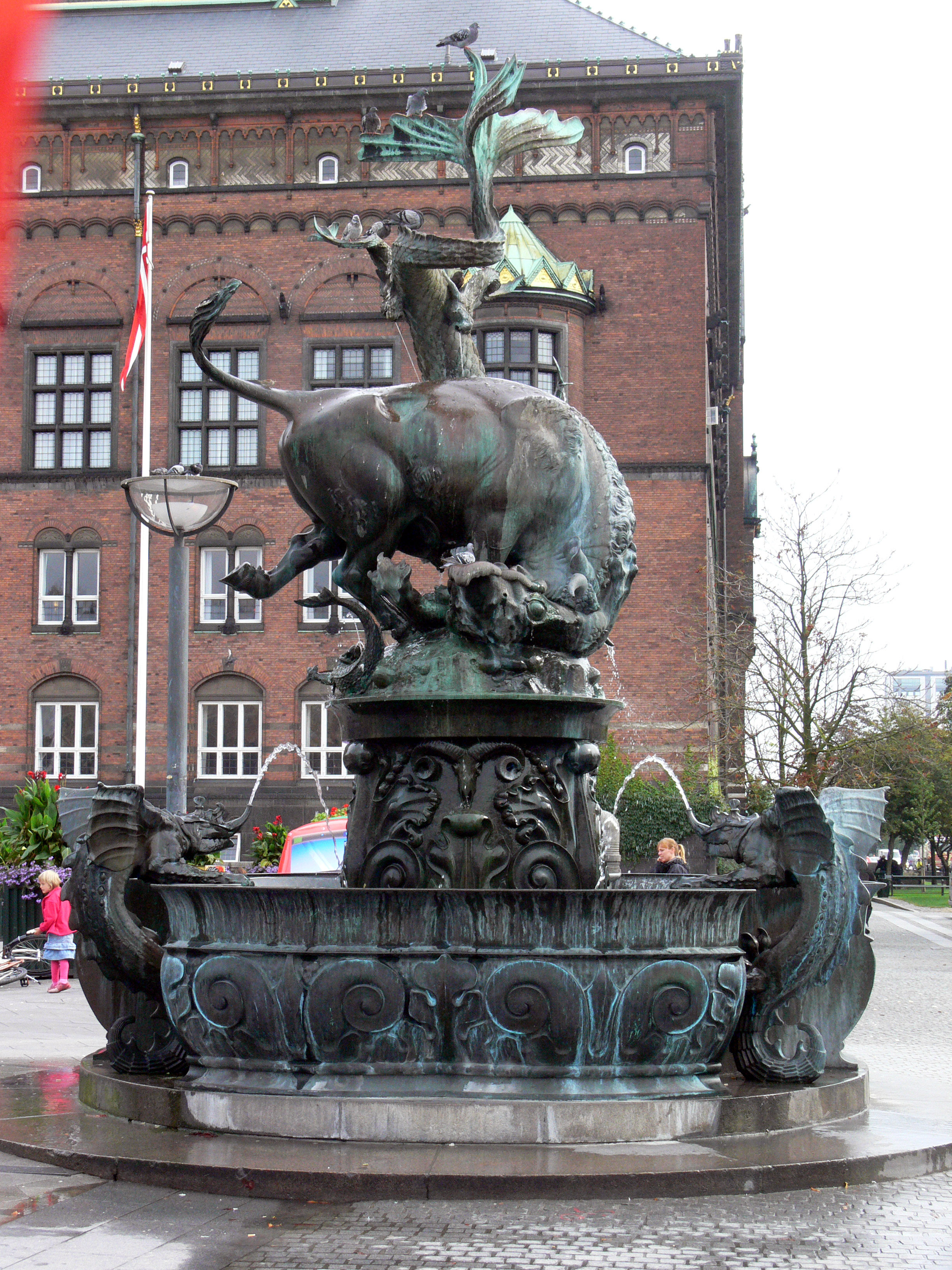
„Drachenspringbrunnen“ (Dragespringvandet)
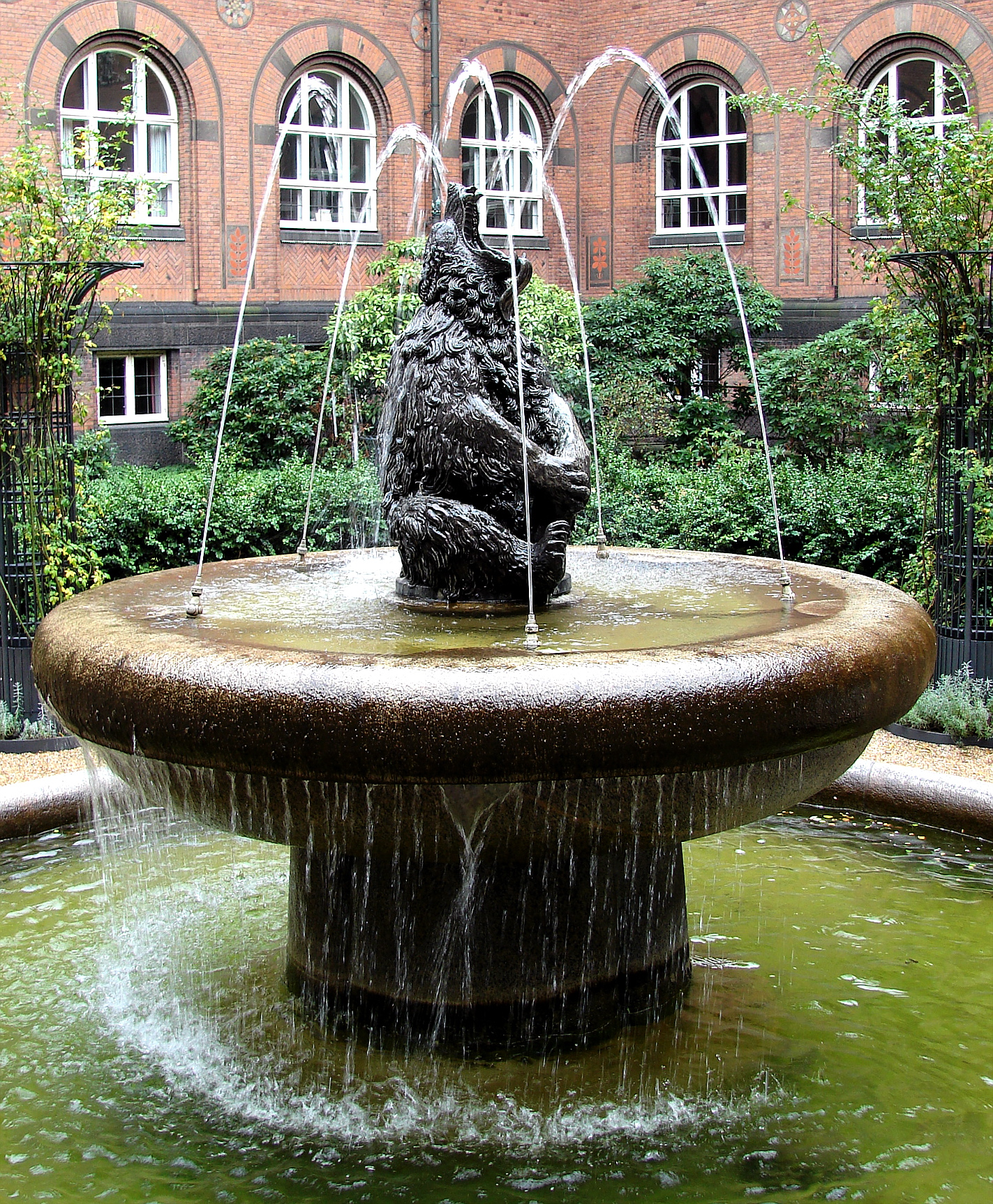
„Bärenspringbrunnen“ (Bjørnespringvandet)
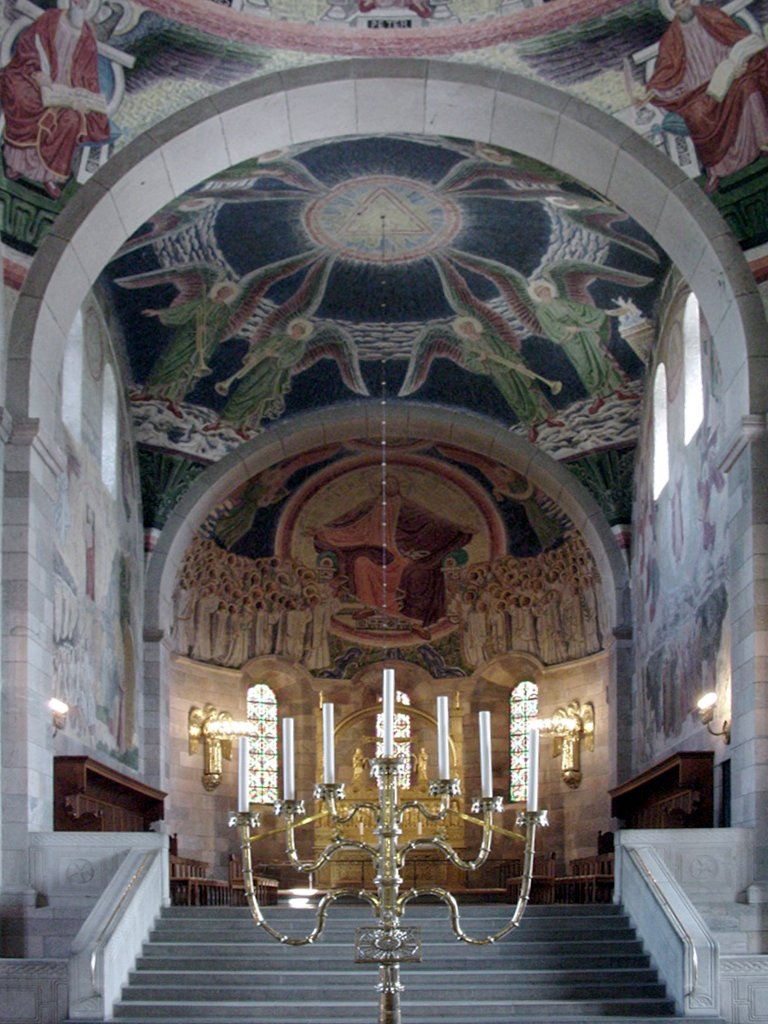
Fresken im Dom zu Viborg: der Chor
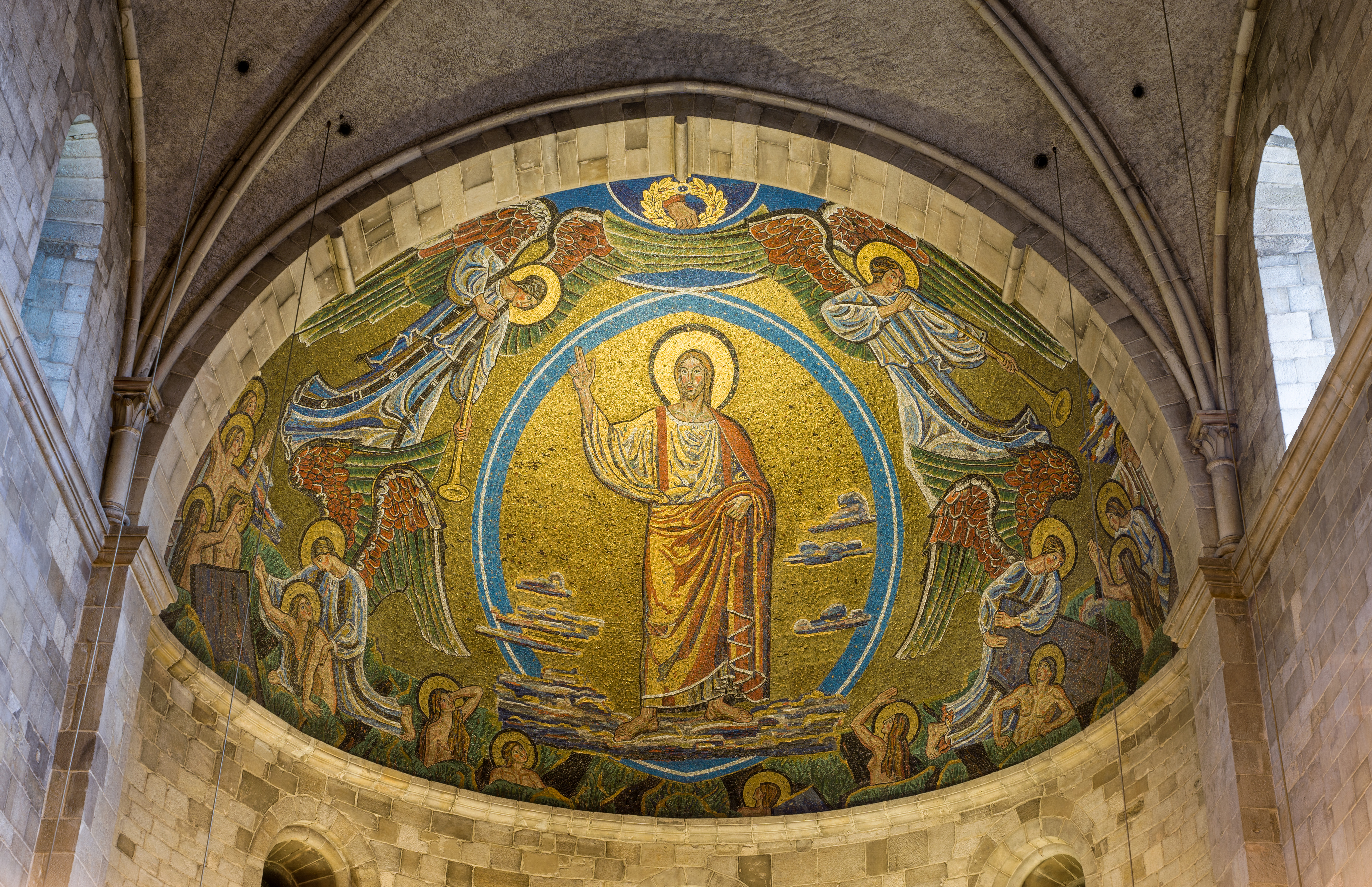
Apsismosaik, Dom zu Lund
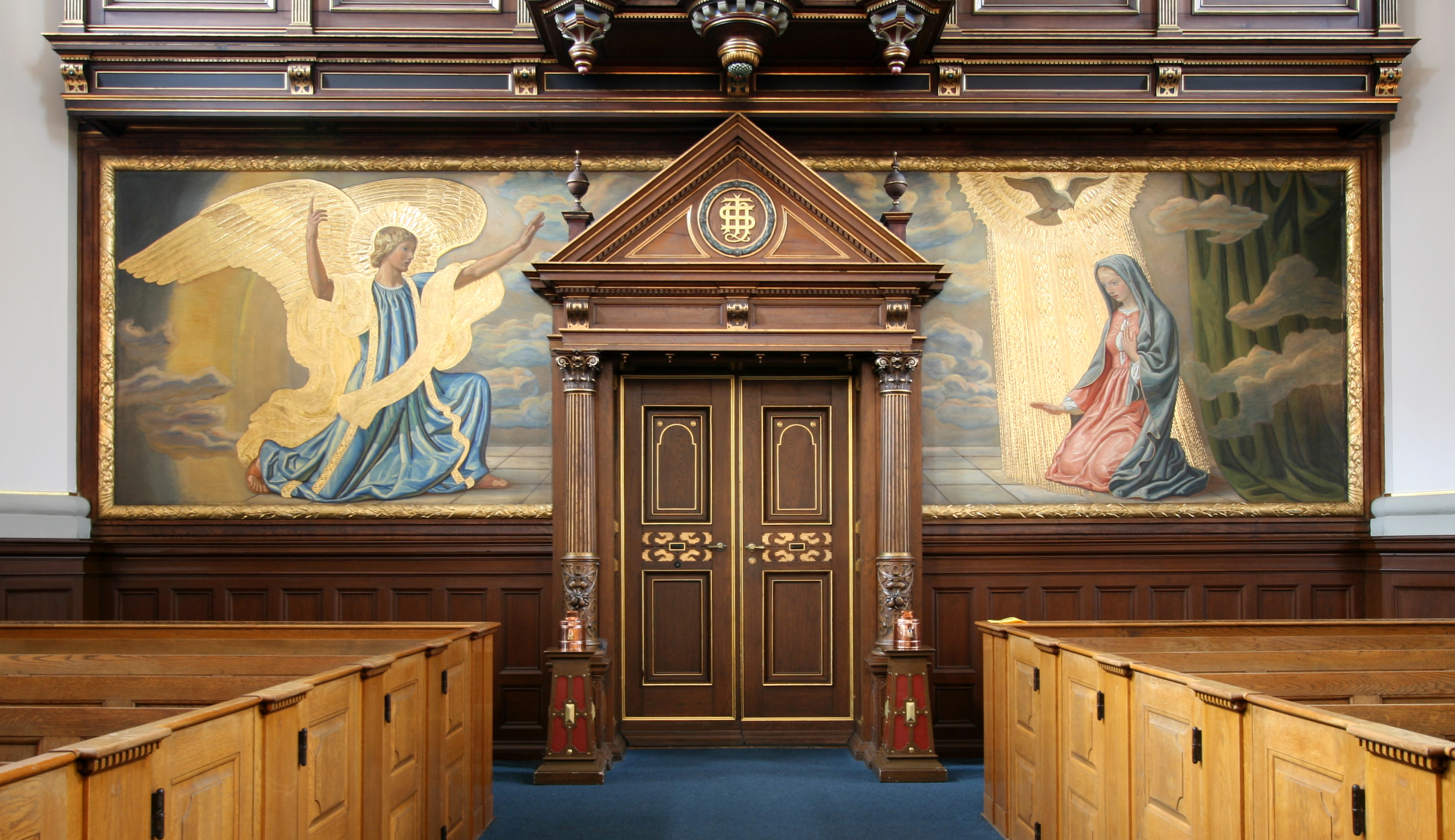
Helligåndskirken: Maria Verkündung
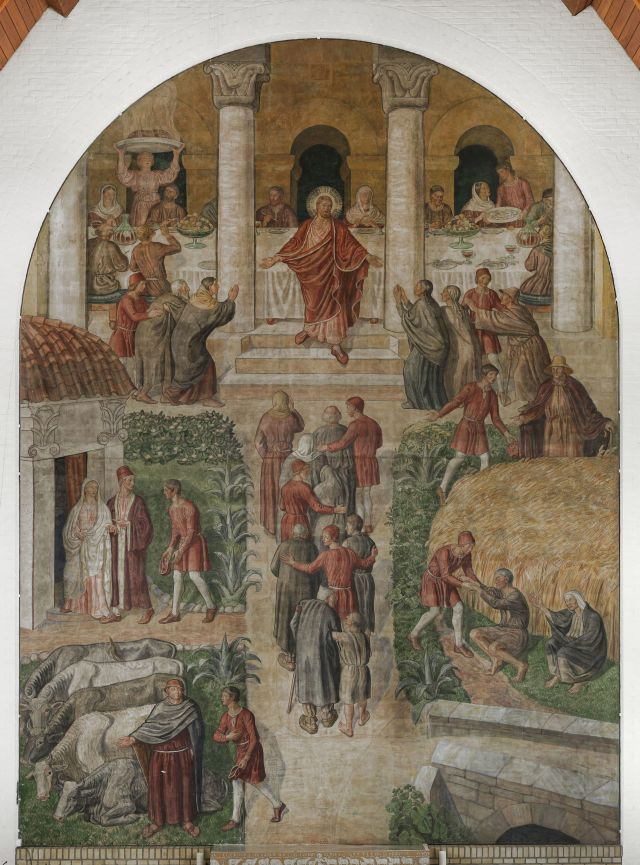
Das große Abendmahl
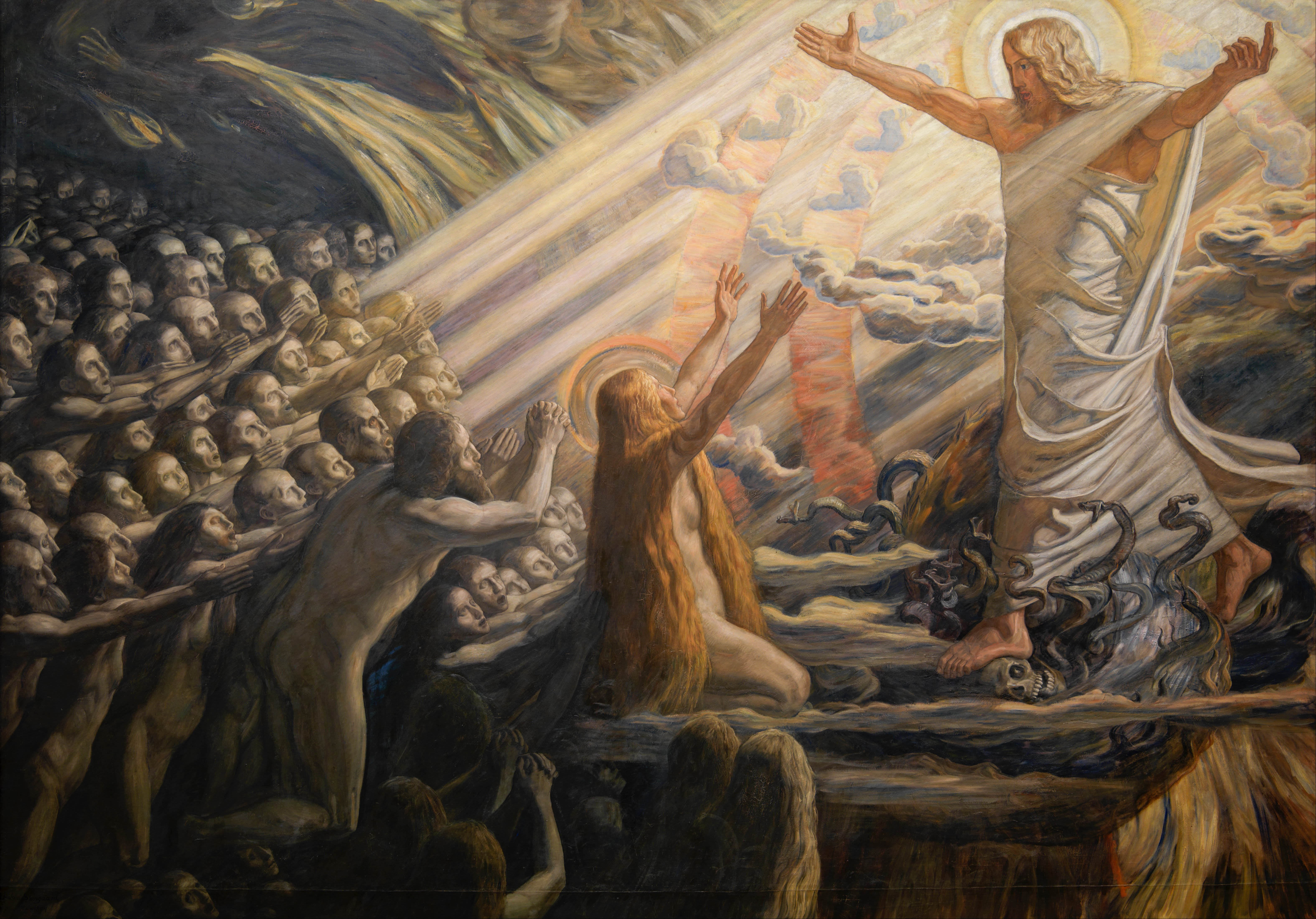
Christus im Totenreich
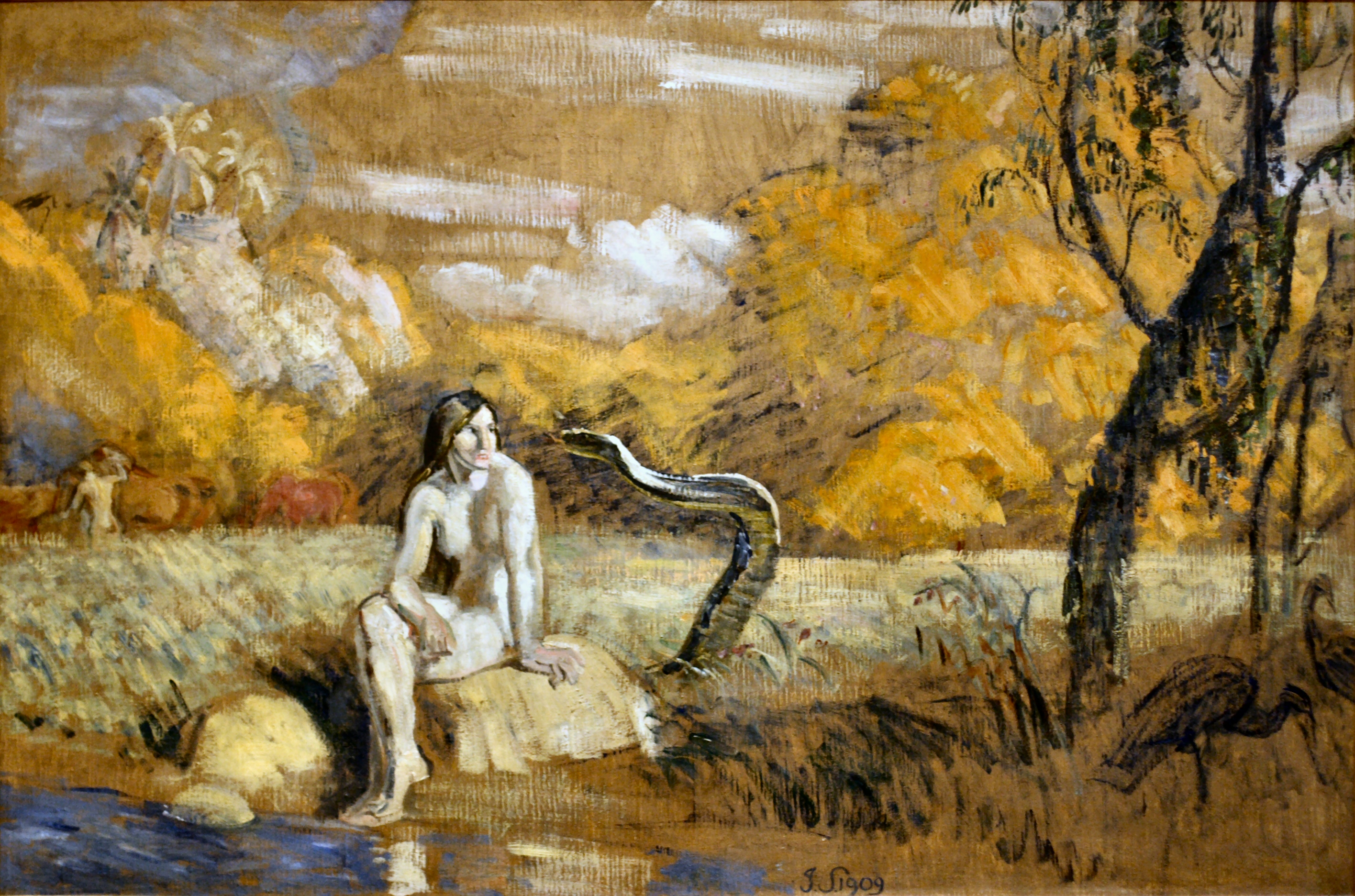
Eva und die Schlange